# Josef Hirn
Josef Hirn, född 10 juli 1848 i Sterzing, Sydtyrolen, död 7 februari 1917 i Bregenz, Vorarlberg, var en österrikisk historiker. 
Hirn var från 1890 professor vid Innsbrucks universitet och 1899–1914 vid Wiens. Åren 1895–1901 var han ledamot av den tyrolska lantdagen.